# Летаргія
Летаргі́я (дав.-гр. λήθη — «забуття», і ἀργία — «бездіяльність») — хворобливий стан, що характеризується уповільненими реакціями, відчуттям втоми, апатією, зниженням мотивації. Летаргія може бути нормальною реакцією на недостатність сну, надмірне виснаження, перепрацьованість, стрес, недостатню фізичну активність, неналежне харчування; вона також може бути симптомом психічного розладу, як-от депресії, або фізичного захворювання, як-от зниження функції щитоподібної залози. Летаргія також може бути побічним ефектом дії якогось препарату; її може викликати взаємодія між медичним(и) препаратом/-ами та алкоголем. Якщо летаргія є частиною нормальної реакції, вона минає після відпочинку, надолуження сну, зниження рівня стресу, поновлення фізичних вправ і належного харчування.
Летаргічний сон у його загальноприйнятому розумінні (сон, під час якого життєві функції настільки слабшають/уповільнюються, що людину можна прийняти за мертву) є вигаданим станом і описаний тільки у художніх творах.